# Bacteriologia

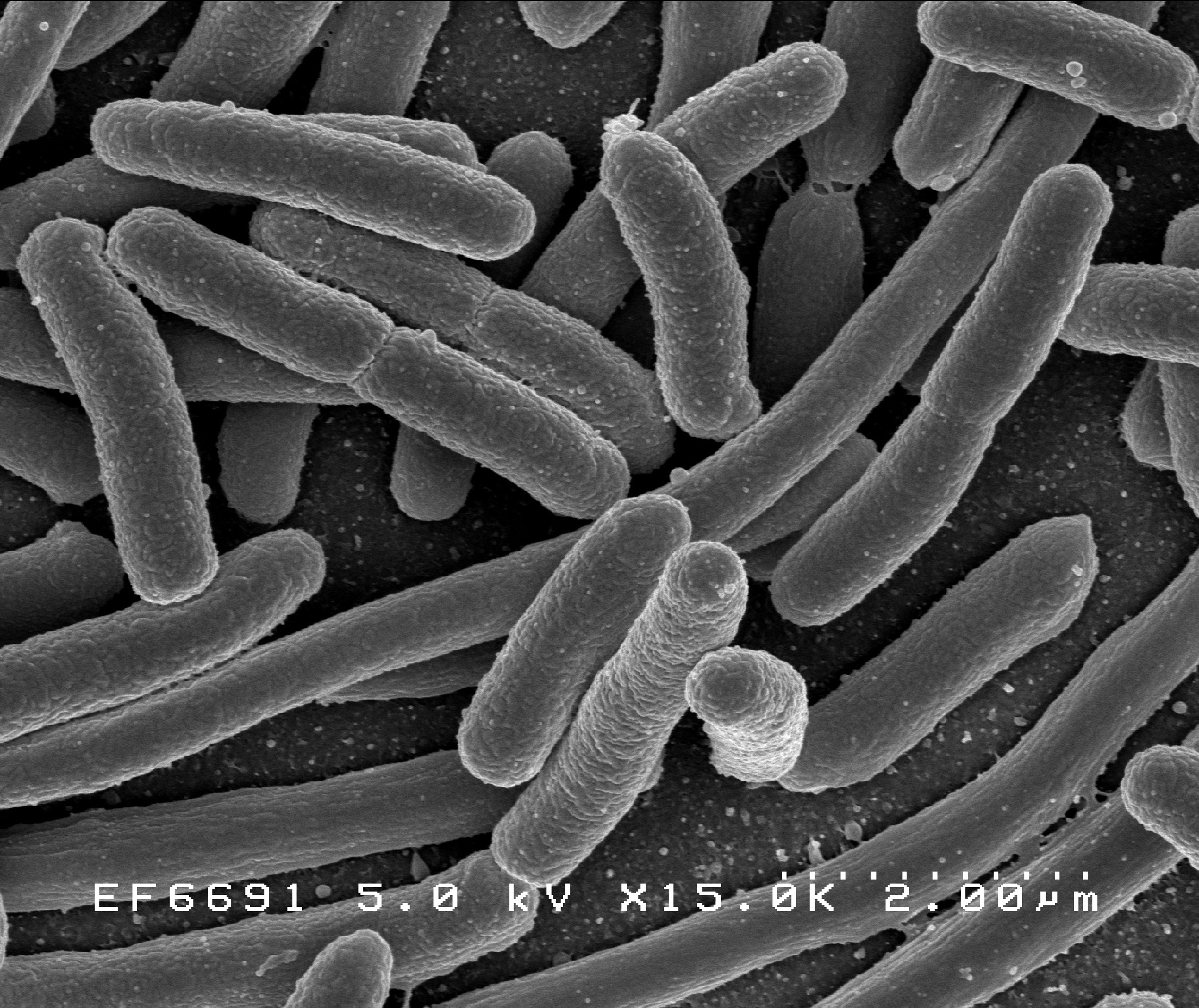
Micrografia electrònica d'escaneig d'Escherichia coli, un patogen humà comú i organisme d'investigació.

La bacteriologia és la branca i especialitat de la biologia que estudia la morfologia, l'ecologia, la genètica i la bioquímica dels bacteris així com molts altres aspectes relacionats amb ells. Aquesta subdivisió de la microbiologia implica la identificació, classificació i caracterització d'espècies bacterianes. A causa de la similitud de pensar i treballar amb microorganismes diferents dels bacteris, com ara protozous, fongs i virus, hi ha hagut una tendència a estendre el camp de la bacteriologia com a microbiologia. Abans els termes s'utilitzaven sovint de manera intercanviable. Tanmateix, la bacteriologia es pot classificar com una ciència diferent.

## Visió general

### Definició

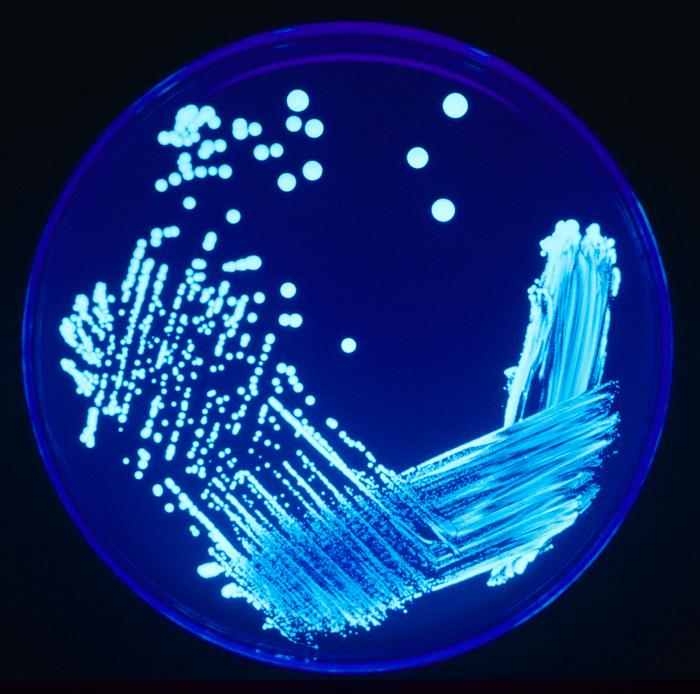
Una placa d'agar amb bacteris escampats pel mètode de la placa de ratlles.

La bacteriologia és l'estudi dels bacteris i la seva relació amb la medicina. La bacteriologia va evolucionar a partir dels metges que necessitaven aplicar la teoria dels gèrmens per abordar les preocupacions relacionades amb la propagació de malalties als hospitals del segle XIX. La identificació i caracterització dels bacteris associats a malalties va conduir a avenços en bacteriologia patògena. Els postulats de Koch van tenir un paper important a l'hora d'identificar les relacions entre bacteris i malalties específiques. Des d'aleshores, la bacteriologia ha jugat un paper en els avenços reeixits de la ciència, com ara vacunes bacterianes com el toxoide diftèric i el toxoide tètanus. La bacteriologia es pot estudiar i aplicar en molts subcamps relacionats amb l'agricultura, la biologia marina, la contaminació de l'aigua, la genètica bacteriana, la medicina veterinària, la biotecnologia i altres.

### Bacteriòlegs
Un bacteriòleg és un microbiòleg o un altre professional format en bacteriologia. Els bacteriòlegs estan interessats a estudiar i aprendre sobre els bacteris, així com a utilitzar les seves habilitats en entorns clínics. Això inclou investigar propietats dels bacteris com la morfologia, l'ecologia, la genètica i la bioquímica, la filogenètica, la genòmica i moltes altres àrees relacionades amb bacteris com les proves de diagnòstic de malalties. També poden treballar com a científics mèdics, veterinaris o tècnics de diagnòstic en llocs com clíniques, bancs de sang, hospitals, laboratoris i hospitals d'animals. Els bacteriòlegs que treballen en salut pública o investigació biomèdica ajuden a desenvolupar vacunes per a ús públic.

## Cultiu de bacteris

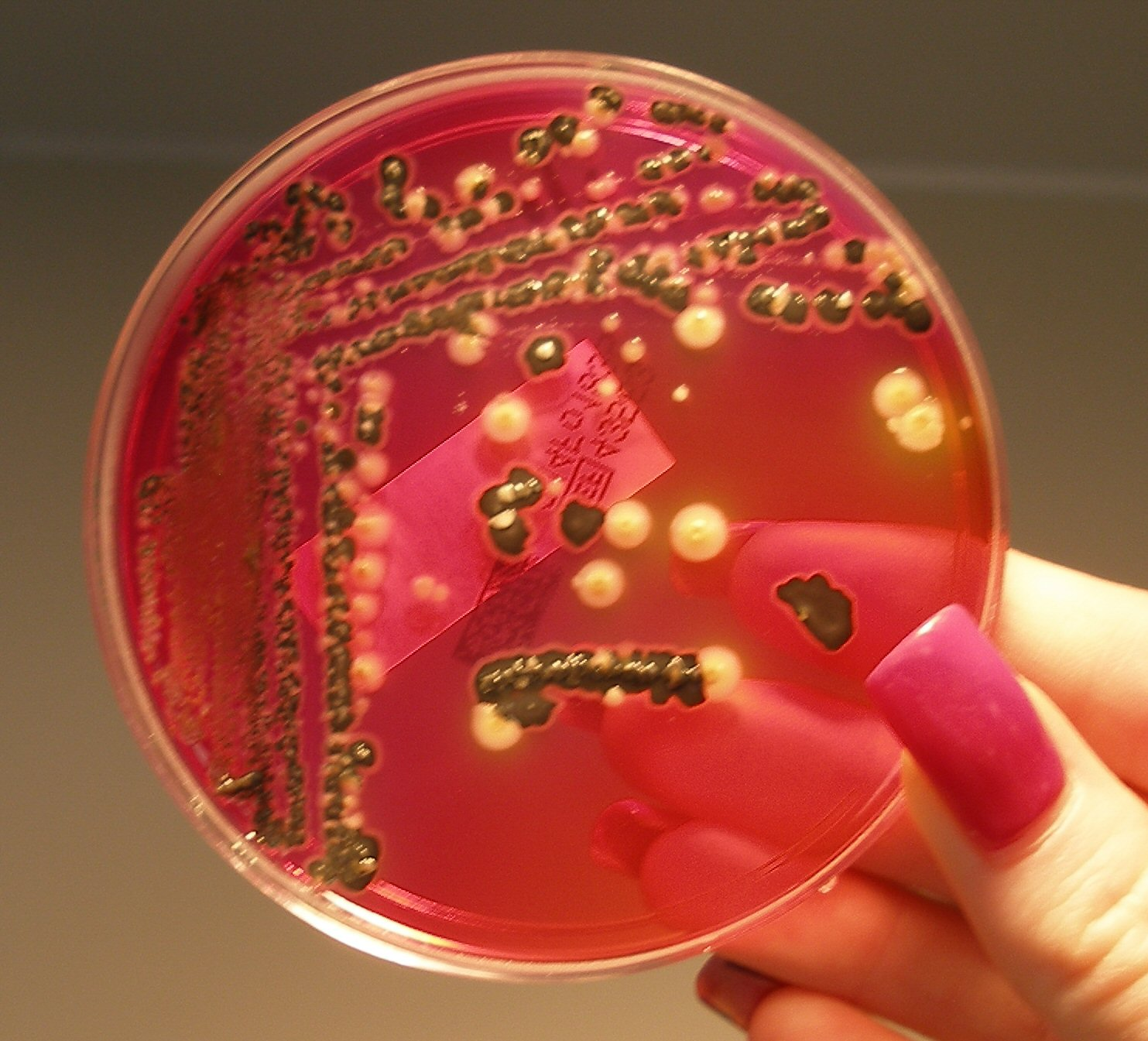
Salmonel·la creixent en agar XLD.

El creixement de bacteris en cultius de laboratori és el mètode principal utilitzat pels bacteriòlegs. S'utilitzen medis de cultiu tant sòlids com líquids. El medi de cultiu sòlid sol ser agar nutritiu en una placa de Petri. Els components de l'agar nutrient varien segons els bacteris investigats. Per fer créixer el bacteri Haemophilus influenzae, per exemple, que depèn de l'hemina i la nicotinamida adenina dinucleòtid per al seu creixement, s'afegeix sang (generalment d'una ovella o d'un cavall) al medi. Quan creixen bacteris que es troben als intestins dels mamífers, com la salmonel·la, s'utilitza agar XLD que conté, entre altres ingredients, l'àcid desoxicòlic.

## Història

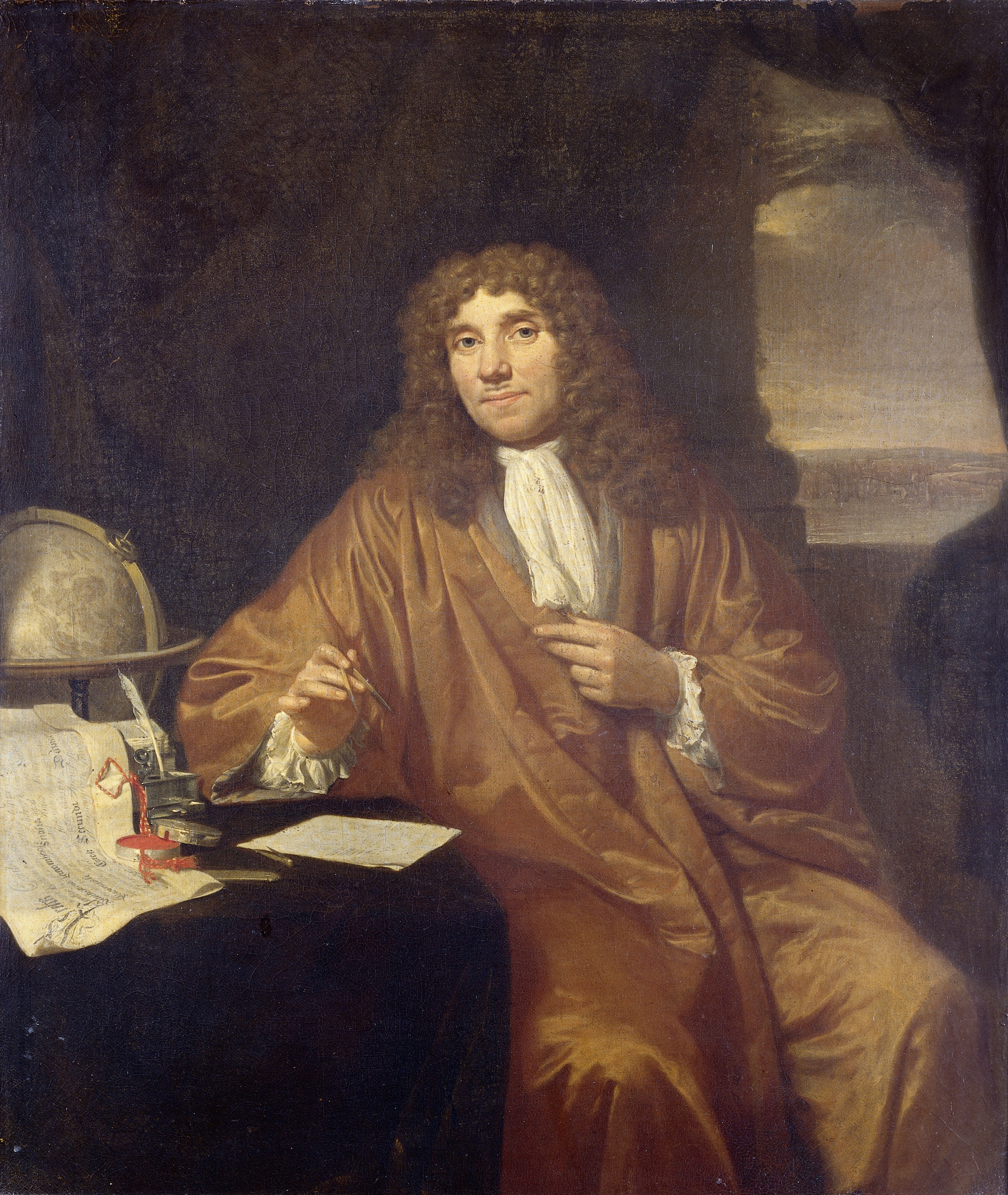
Antonie van Leeuwenhoek, la primera persona que va observar bacteris amb un microscopi.

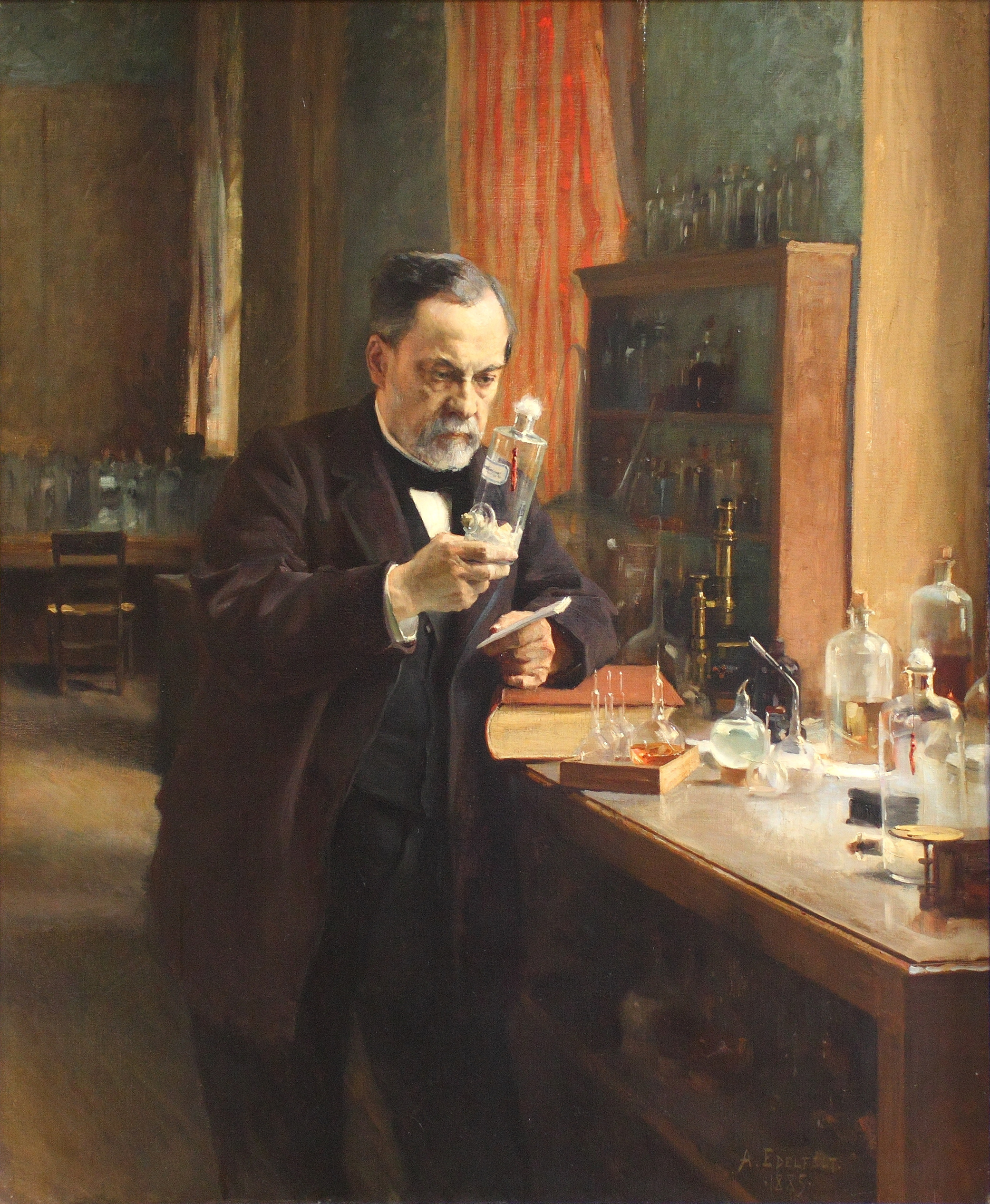
Louis Pasteur al seu laboratori, pintura per A. Edelfeldt el 1885

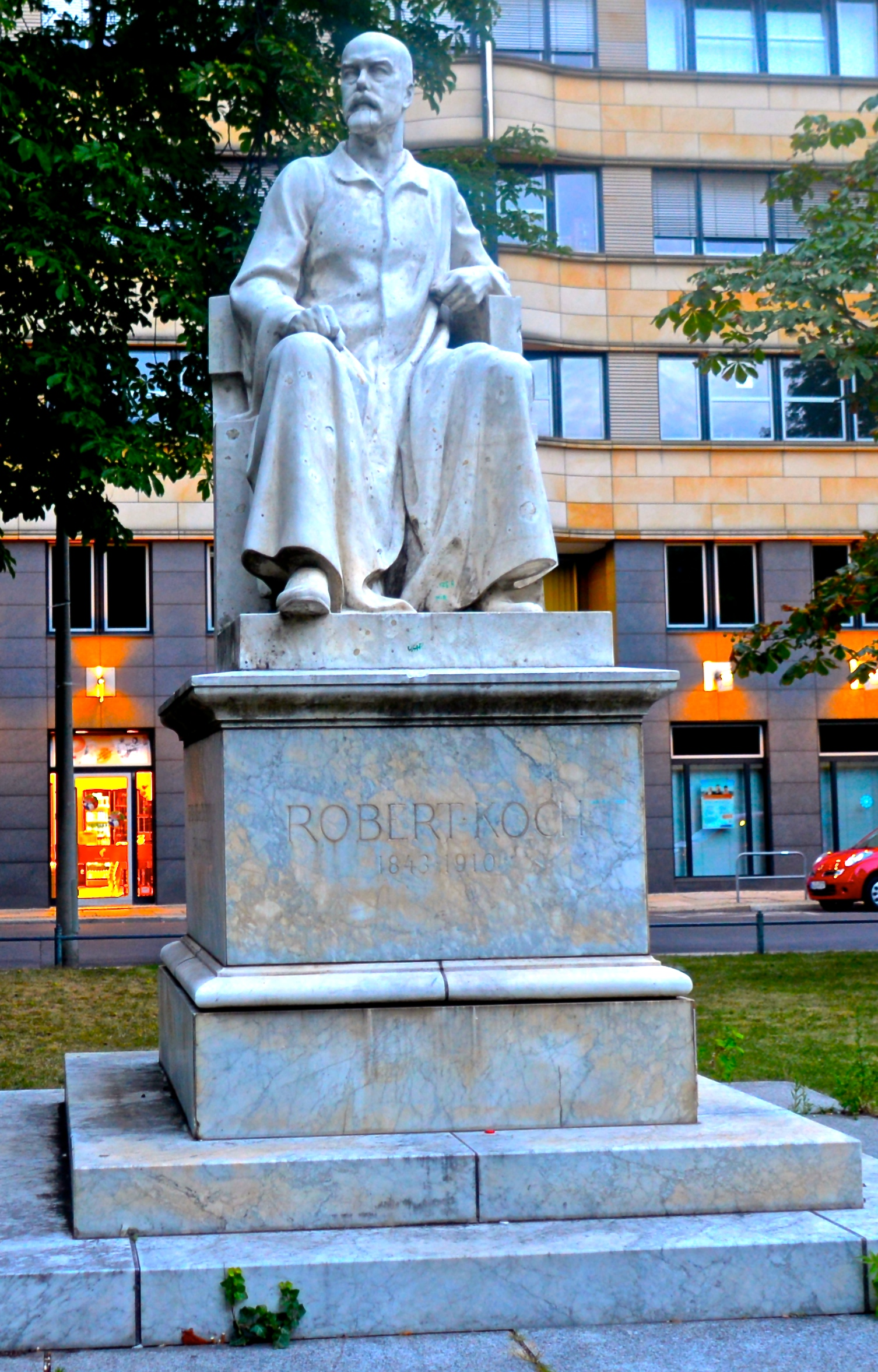
Estàtua de Robert Koch a Berlín

Els bacteris van ser observats per primera vegada pel microscopista holandès Antonie van Leeuwenhoek l'any 1676, utilitzant un microscopi d'una sola lent dissenyat per ell mateix. Després va publicar les seves observacions en una sèrie de cartes a la Royal Society de Londres. Les seves observacions també incloïen protozous, que va anomenar animalcules. L'alemany Ferdinand Cohn va començar a estudiar els bacteris l'any 1870 i també es diu que va ser un fundador de la bacteriologia, ja que va ser el primer a classificar els bacteris en funció de la seva morfologia.
Louis Pasteur va demostrar l'any 1859 que els microorganismes provoquen el procés de fermentació, i que aquest creixement no es deu a la generació espontània (els llevats i els floridures, comunament associats a la fermentació, no són bacteris, sinó fongs). Juntament amb el seu contemporani Robert Koch, Pasteur va ser un dels primers defensors de la teoria germinal de la malaltia. Entre 1880 i 1881 Pasteur va produir dues vacunacions reeixides per a animals contra malalties causades per bacteris. Es va reconèixer la importància dels bacteris ja que va conduir a un estudi de la prevenció de malalties i el tractament de les malalties mitjançant vacunes. La investigació de Pasteur va portar a Ignaz Semmelweis i Joseph Lister a investigar la importància de les mans desinfectades en el treball mèdic.
A la dècada de 1840, les observacions i idees de Semmelweis sobre les tècniques sanitàries van ser rebutjades i el seu llibre sobre el tema va ser condemnat per la comunitat mèdica a causa del seu conflicte amb la teoria i pràctica de l'humorisme imperant en l'època. Després de les publicacions de Lister, que donaven suport al rentat de mans i al sanejament amb la teoria dels gèrmens, els metges van començar a desinfectar-se les mans a la dècada de 1870; el rentat de mans obligatori no es va incorporar a la pràctica sanitària comuna fins a la dècada de 1980.
El descobriment de la connexió dels microorganismes amb les malalties es va produir més tard al segle XIX, quan el metge alemany Robert Koch va introduir la ciència dels microorganismes, inclosos els bacteris, al camp mèdic. Koch, pioner en microbiologia mèdica, va treballar en el còlera, l'àntrax i la tuberculosi. En la seva investigació sobre la tuberculosi, Koch va demostrar finalment la teoria dels gèrmens, per la qual va rebre un premi Nobel l'any 1905. En els postulats de Koch, va establir criteris per comprovar si un organisme és la causa d'una malaltia, i aquests postulats encara s'utilitzen avui dia. Tant Koch com Pasteur van tenir un paper en la millora de l'antisèpsia en el tractament mèdic. El 1870-1885 es van introduir els mètodes moderns de tècnica de bacteriologia mitjançant l'ús de taques i pel mètode de separació de mescles d'organismes en plaques de medis nutritius.
A Espanya es va destacar el treball del bacteriòleg Jaume Ferran, que a mitjans dels anys 1880 va dur a terme la primera campanya de vacunació contra el còlera, a més de desenvolupar una vacuna contra l'erisipela porcina, aplicada amb èxit a Mallorca l'any 1892. Ferran es va enfrontar a una forta campanya de descrèdit, promoguda pels seus contemporanis, que no entenien com un metge de poble havia aconseguit tant èxit en la lluita contra les malalties, amb una vacuna que va crear.
Tot i que des del segle XIX se sabia que els bacteris són la causa de moltes malalties, fins al segle XX no hi havia cap tractament antibacterià efectiu disponible. El 1910, Paul Ehrlich va desenvolupar el primer antibiòtic, canviant els colorants que tenyien selectivament Treponema pallidum, l'espiroqueta que causa la sífilis, en compostos que mataven selectivament el patogen. Ehrlich va rebre el Premi Nobel de 1908 pel seu treball en immunologia, i va ser pioner en l'ús de taques per detectar i identificar bacteris, sent el seu treball la base de la tinció de Gram i la tinció de Ziehl-Neelsen.
Un gran pas endavant en l'estudi dels bacteris es va produir el 1977 quan Carl Woese va reconèixer que les arqueus tenien una línia de descendència evolutiva separada dels bacteris. Aquesta nova taxonomia filogenètica va sorgir de la seqüenciació de l'ARN ribosòmic 16S i va dividir els procariotes en dos dominis evolutius com a part del sistema de tres dominis.